# Bahnhof Heiligenhaus

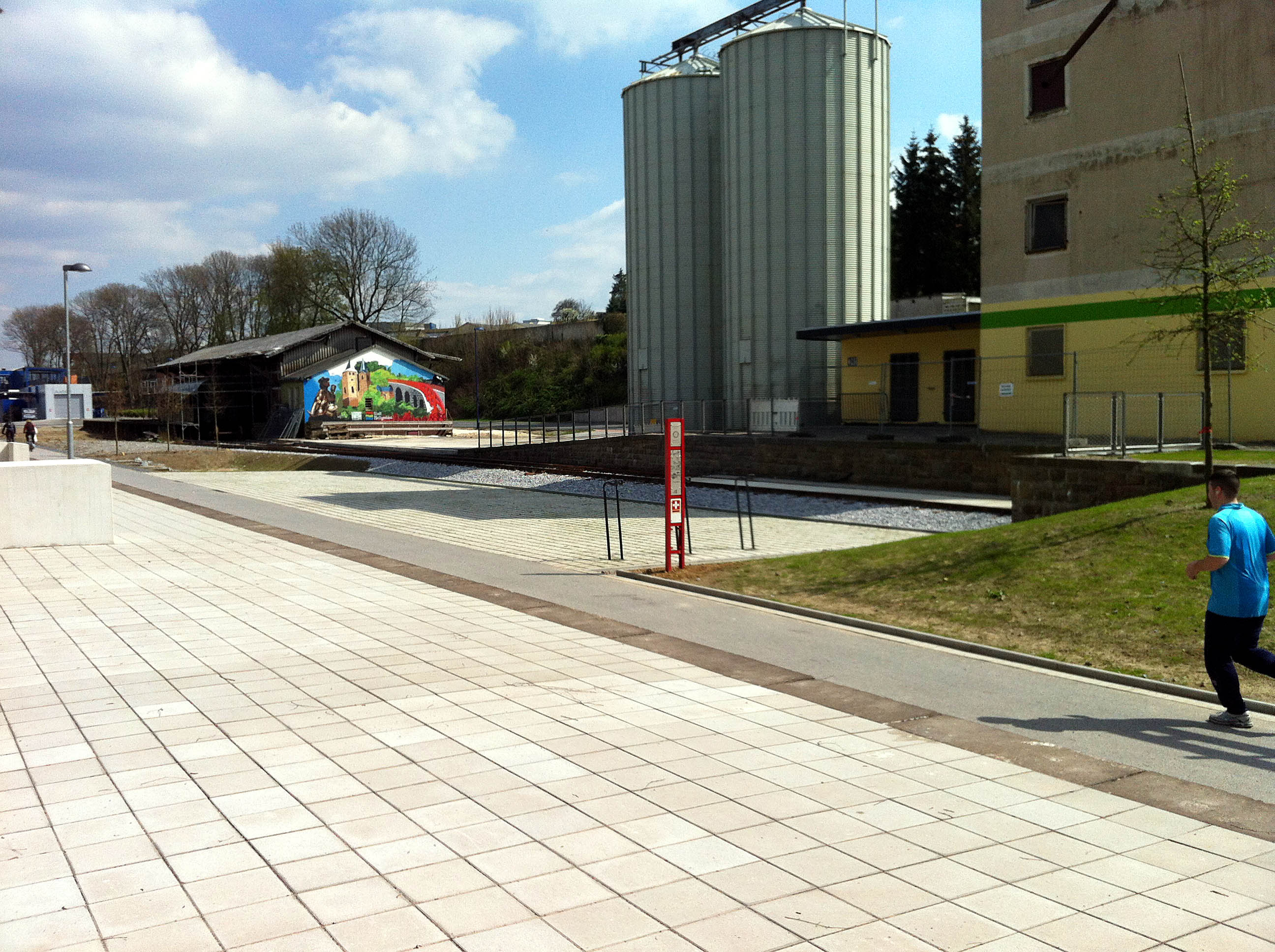
Ehemaliges Lagergebäude und Silos des Bahnhofs Heiligenhaus mit Panoramaradweg (Trasse Niederbergbahn), vom Westen aus gesehen

Der Bahnhof Heiligenhaus ist ein ehemaliger Bahnhof in Heiligenhaus im Regierungsbezirk Düsseldorf. Er liegt an der inzwischen rückgebauten Trasse der Niederbergbahn zwischen Velbert und Essen-Kettwig.

## Geschichte
Im Jahr 1926 wurde nach einer Bauzeit von mehr als 13 Jahren die Niederbergbahn von Kettwig Stausee über Heiligenhaus nach Wülfrath fertiggestellt. Der Bahnhof war neben den Haltepunkten Isenbügel und Heiligenhaus Sportfeld der einzige Bahnhof auf dem Gebiet der Stadt Heiligenhaus.
Er verfügte an der eingleisigen Strecke über fünf Gleise, davon eines mit Bahnsteig.
Bereits 1960 wurde der Personenverkehr eingestellt und die Strecke Heiligenhaus nach Kettwig abgebrochen. Der Bahnhof blieb bis zum offiziellen Betriebsende 1994 der Endbahnhof der noch im Güterverkehr betriebenen Niederbergbahn. Nach mehrjährigem Leerstand wurde das Gebäude 1988 verkauft. Es wird heute als Moschee benutzt und beherbergt einen islamischen Kulturverein der DITIB.
Neben dem Hauptgebäude sind auch ein Getreidesilo und ein ehemaliges Lagergebäude erhalten. Letzteres beherbergt heute ein Café mit Kaffeerösterei, das an den Panoramaradweg Niederbergbahn angeschlossen ist.
In unmittelbarer Nähe befindet sich die Waggonbrücke Heiligenhaus.